# 神野三郎
神野 三郎（かみの さぶろう、1875年（明治8年）5月28日 - 1961年（昭和36年）4月30日）は、愛知県西春日井郡清洲村（現・清須市）出身の実業家。養父である初代神野金之助の下で神野新田の開拓責任者となり、また1943年（昭和18年）に設立された中部瓦斯の初代社長を務めた。豊橋市名誉市民。出生名は竹田 三郎（たけだ さぶろう）。

## ジンノ姓からカミノ姓への改称
改称については明らかとなる資料は見つかって無く諸説あるが、書籍の神野三郎伝に神野三郎の昭和34・35年頃の談話として、改称について次のような記述がある。
「最初は、確かに、ジンノだった。新田もジンノ新田だったが、大正の始め頃本家が、カミノと改めたので、わしのほうも、自然と、カミノになったのだ。」
ただ、世間の人が豊橋神野家をカミノと呼ぶようになったのは昭和34・35年頃であったとの記述がある。

## 経歴

### 出生
実家の竹田家は尾張清洲の旧家である。実父は竹田晨正（長蔵）、実母は竹田ゑいであり、父親が42歳、母親が29歳の時の子どもだった。父の晨正は愛知県第三区長などを務めた人物であり、和歌や俳諧への造詣が深かった。三郎は5男4女の3男であり、長兄の竹田鋹太郎は東京法学院（法政大学の前身）を卒業している。ゑいは神野家出身であり、兄弟には初代神野金之助などがいる。

### 学生時代
1875年（明治8年）5月28日、竹田三郎は愛知県西春日井郡清洲村（現・清須市）の旧家に生まれた。母方の祖父である神野金平は早くから三郎の才覚を高く評価しており、1883年（明治16年）11月20日には神野金平の養子となり、後の義父となる叔父の初代神野金之助の義弟となった。この際に清洲村から海西郡江西村に転籍している。
12歳だった1886年（明治19年）9月には名古屋市中区の尾張小学校（後の大谷派普通学校、現在の名古屋大谷高等学校）附属科に入学し、14歳だった1889年（明治22年）7月に大谷派普通学校附属科を卒業した。その後は大谷派普通学校普通科に進学し、1893年（明治26年）3月に大谷派普通学校普通科を卒業した。大谷派普通学校は仏教学者の南条文雄が校長を務めた名古屋市初の私立中学校であり、歴史学者の津田左右吉、衆議院議員の田中善立などを輩出している。

### 神野新田の経営

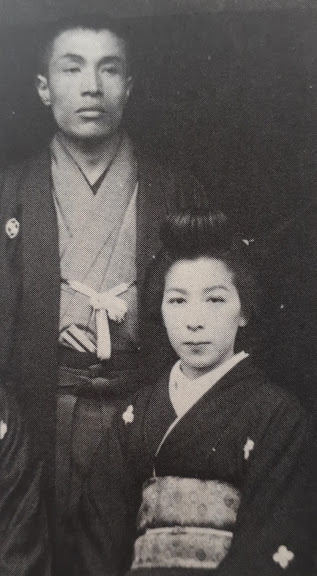
神野三郎と妻のりき

三郎の大谷派普通学校での成績は抜群であり、アメリカ合衆国への留学を希望していたが、1893年（明治26年）に初代神野金之助が神野新田の開拓に着手すると、初代神野金之助によって現地責任者に抜擢された。名古屋から豊橋市牟呂町に転居し、学校卒業後わずか数か月の1893年（明治26年）6月には工事に従事している。1896年（明治29年）4月15日には神野新田が完工し、榎本武揚農商務大臣らの列席による成工式が行われた。また1899年（明治32年）3月には3年前に完成していた牟呂用水の改築工事も完了した。
1899年（明治32年）7月26日、初代神野金之助の三女である神野りきと結婚した。りきは三郎のいとこでもあり（いとこ婚）、三郎は25歳、りきは17歳だった。1905年（明治38年）3月17日には豊橋神野家の初代となった。1906年（明治39年）には農事試験場を作って農作物の研究を重ね、小作農家に対する農業指導も行った。また、豊橋蚕糸周旋会社（1907年）、東海ペニー株式会社（1917年）、豊橋電気軌道株式会社（1923年）など、数多くの会社の設立にも関与している。
三郎は緑肥・堆肥によって土壌の改良を試みたり、1908年（明治41年）に豊橋に移転してきた日本国陸軍第15師団が排出する厩肥を用いたりし、神野新田の収穫量は徐々に増加していった。こうして神野新田は模範的な新田と評価され、新渡戸稲造一行（1912年）、松井茂愛知県知事一行（1913年）、竹田宮恒久王（1915年）などが神野新田の視察に訪れている。

### ガス事業など
1909年（明治42年）10月10日には豊橋瓦斯（現在の中部ガス）が設立され、三郎は社長の奥田正香を支える常務取締役に就任した。1910年（明治43年）5月23日には浜松瓦斯（現在の中部ガス）が設立され、三郎はやはり社長の奥田を支える常務取締役に就任した。1922年（大正11年）12月には浜松瓦斯の社長に就任し、1943年（昭和18年）9月まで長きにわたって社長を務めた。1935年（昭和10年）4月23日から1937年（昭和12年）1月7日までは岡崎瓦斯（現在の東邦ガス）の社長も務めている。
1925年（大正14年）には豊橋商工会議所の副会頭に就任し、会頭の福谷元次らとともに三信鉄道株式会社の設立に尽力した。1930年（昭和5年）3月には豊橋商工会議所の会頭に就任し、1936年（昭和11年）8月24日まで会頭を務めた。
1943年（昭和18年）9月1日には豊橋瓦斯と浜松瓦斯が合併して中部瓦斯が設立され、三郎は初代社長に就任した。1944年（昭和19年）2月には豊橋市東八町に転居した。同年3月2日には中部瓦斯の社長を退任して会長に就任し、息子の神野太郎が社長に就任した。太平洋戦争後に農地改革が行われると、1946年（昭和21年）2月には神野新田の開放を発表し、同年5月には調印を実行した。

### 晩年
1959年（昭和34年）11月3日には豊橋市名誉市民に推挙された。1961年（昭和36年）4月30日に死去した。豊橋市神野新田町にある神富神社の境内には「神野三郎翁頌徳碑」が建立されている。2020年（令和2年）7月には穂の国とよはし芸術劇場PLATで神野三郎を主題とする演劇公演「神野新田物語」が開催される予定だったが、新型コロナウィルス感染症の世界的流行の影響によって延期となった。

## 家族
- 実父：竹田晨正
- 実母：竹田ゑい（神野ゑい）
- 養父：初代神野金之助 - 叔父でもある。
  - 本人：神野三郎（竹田三郎）
  - 妻：神野りき - いとこでもある。初代神野金之助の三女。
    - 長男：神野太郎 - 中部瓦斯社長。豊橋市名誉市民。
      - 孫：神野信郎 - 中部ガス社長・会長。サーラグループ名誉顧問。
        - ひ孫：神野吾郎 - 中部ガス取締役。サーラコーポレーション代表取締役社長。

      - 孫：神野義郎 - 名古屋鉄道取締役、豊橋鉄道社長・会長。
      - 孫：神野紀郎 - 豊橋グランドホテル社長。

    - 三男：神野三男 - 名古屋鉄道副社長。

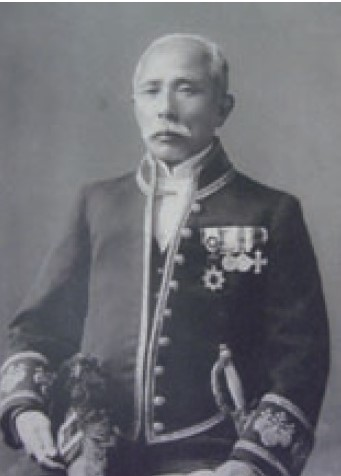
養父の初代神野金之助
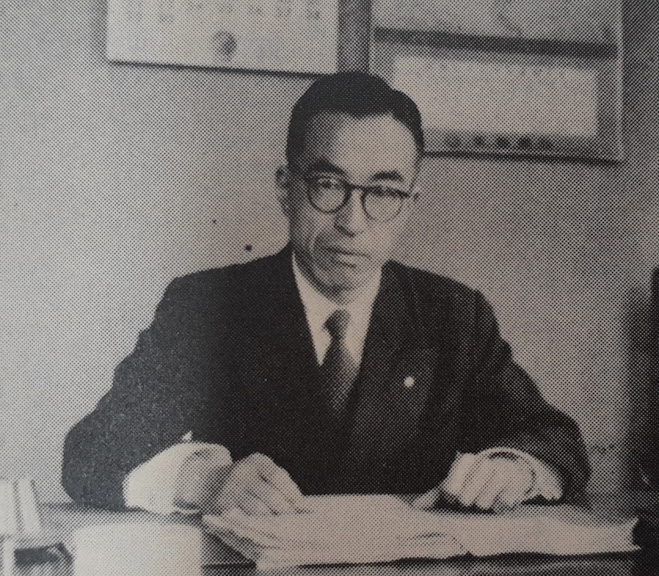
長男の神野太郎